# Vajiralongkorn
Maha Vajiralongkorn Bodindradebayavarangkun (in thailandese มหาวชิราลงกรณ บดินทรเทพยวรางกูร ), conosciuto anche come Vajiralongkorn, (in thailandese วชิราลงกรณ, Wachiralongkon; Bangkok, 28 luglio 1952) è l'attuale re di Thailandia, asceso al trono il 13 ottobre 2016. Come decimo sovrano della dinastia Chakri, è conosciuto anche con il nome Rama X.
Ha ereditato il regno dal padre Rama IX che, secondo un'indagine pubblicata nel 2009 dalla rivista Forbes, con un patrimonio di 30 miliardi di dollari, era il monarca più ricco al mondo. In realtà il patrimonio apparteneva alla Casa reale ed era quindi un bene nazionale; nel 2018 Vajiralongkorn ottenne il trasferimento sul proprio conto personale di questi beni, il cui valore nel 2020 fu stimato dai 40 ai 70 miliardi di dollari.
Il re e la sua famiglia sono figure venerate e temute quasi universalmente in Thailandia; l'offesa della sua dignità viene punita con pene che possono arrivare fino a 15 anni di detenzione per il reato di lesa maestà. Diverse ONG internazionali che si occupano della difesa dei diritti umani ritengono che questa legge venga usata dalle élite che controllano il Paese per reprimere le opposizioni. Durante le proteste anti-governative del 2020-2021, i dimostranti chiesero anche una radicale riforma della monarchia e della legge di lesa maestà, un caso che non aveva precedenti nella storia del Paese.

## Biografia

### Primi anni

Vajiralongkorn nel 1952, anno della sua nascita

Vajiralongkorn nacque nel Palazzo Dusit di Bangkok, secondo figlio del re e della regina; uno dei monaci più influenti del Paese gli diede il nome "Vajiralongkorn Borommachakkrayadisonsantatiwong Thewetthamrongsuboriban Aphikhunuprakanmahittaladunladet Phumiphonnaretwarangkun Kittisirisombunsawangkhawat Borommakhattiyaratchakuman" (in thailandese วชิราลงกรณ บรมจักรยาดิศรสันตติวงศ เทเวศรธำรงสุบริบาล อภิคุณูประการมหิตลาดุลเดช ภูมิพลนเรศวรางกูร กิตติสิริสมบูรณ์สวางควัฒน์ บรมขัตติยราชกุมาร), ma il suo nome più comune è sempre stato Vajiralongkorn.
Frequentò le scuole primarie a Bangkok, continuò l'istruzione nel Regno Unito alla King's Mead School di Seaford (East Sussex) e le superiori alla Millfield School nel Somerset, dalla quale uscì nel luglio 1970. Appassionato di materie militari, in agosto fu mandato dal padre a fare un corso militare di cinque settimane alla King's School di Sydney, in Australia. Nel 1972 entrò nel Royal Military College di Duntroon, a Canberra, dove poté seguire corsi di addestramento militare e ottenere nel 1976 un bachelor degree in Arti liberali. Nel 1982 avrebbe inoltre ricevuto un bachelor degree in Legge alla Sukhothai Thammathirat Open University.

### Carriera militare
Dal Royal Military College uscì con il grado di tenente e proseguì gli addestramenti di terra e anche di navigazione negli Stati Uniti, nel Regno Unito e in Australia. Nel 1975 entrò nel Reale Esercito Thailandese come ufficiale di carriera e nel 1977 frequentò il College per comandanti e generali. Dopo un periodo come ufficiale alla direzione dell'intelligence dell'Esercito, nel 1978 fu nominato comandante della Guardia reale. Mantenne l'incarico per poco e abbandonò momentaneamente la carriera di ufficiale dell'esercito per vivere alcuni mesi come monaco buddhista, seguendo una pratica comune in Thailandia. Tornato in servizio, Vajiralongkorn fece ulteriore esperienza presso le forze armate statunitensi, britanniche e canadesi, ottenendo in questo periodo le qualifiche di aviatore militare di caccia e di elicotteri. Appassionato aviatore, ha pilotato anche un RTAF F-16 e due Boeing 737.
La carriera militare di Vajiralongkorn si differenzia da quella di molti altri regnanti e nobili moderni in quanto prese parte effettivamente ad alcune operazioni militari durante la seconda metà degli anni settanta; fu impiegato contro la guerriglia del Partito Comunista della Thailandia e quando vi fu lo sconfinamento di militari vietnamiti provenienti dalla Cambogia, occasione in cui gli furono affidati compiti di comando. Nel 1990 frequentò il Royal College of Defence Studies di Londra. Dopo aver superato un corso per piloti civili alla Thai Airways, ottenne la licenza di pilota civile dal Dipartimento dell'Aviazione Civile nel 2005 pilotando un Boeing 737-400.

### Famiglia
Vajiralongkorn si è sposato quattro volte, divorziando dalle prime tre mogli, e ha avuto complessivamente sette figli. Il 3 gennaio 1977 sposò la principessa Soamsavali Kitiyakara, prima cugina da parte di madre. La coppia ebbe una figlia l'anno successivo, ma entrò presto in crisi, al punto che già nel 1978 si separarono di fatto. La principessa tuttavia rifiutò per anni di concedere al marito il divorzio per paura di perdere i propri titoli e i propri privilegi e soltanto nel 1991 il principe riuscì ad avviare le pratiche per il divorzio. Il matrimonio fu sciolto ufficialmente nel 1993, ma la ex moglie e la figlia occupano ancora un posto di rilievo nelle cerimonie reali.
Dopo la separazione de facto dalla moglie, Vajiralongkorn conobbe l'attrice Yuvadhida Polpraserth con cui cominciò una lunga relazione e una convivenza. Da questa unione nacquero cinque figli (il che destò qualche polemica, poiché in quel periodo il principe era ancora formalmente sposato con Soamsavali Kitiyakara). Dopo aver ottenuto il divorzio, il principe sposò la compagna nel 1994, ma il matrimonio terminò appena due anni dopo, quando la principessa fu accusata di adulterio con un ufficiale britannico; i figli avuti da questa moglie vedono raramente il padre e vivono negli Stati Uniti, tranne la figlia Busya Nambejira Mahidol (che cambiò il nome prima in Chakkrityapha Mahidol e successivamente nell'odierno Sirivanvari Mahidol), che fu presa da Vajiralongkorn mentre si trovava nel Regno Unito e riportata in Thailandia.
Si sposò per la terza volta il 10 febbraio 2001 con Srirasmi Suwadee, una ragazza comune che era al servizio del principe dal 1992. Il matrimonio fu reso noto al pubblico solo nel 2005, quando la coppia ebbe un bambino. Divorziarono nel 2014 dopo un grave scandalo che coinvolse sette parenti della principessa, la cui famiglia fu privata dei titoli reali acquisiti.
Il 1º maggio 2019, tre giorni prima dell'incoronazione, si sposò per la quarta volta con Suthida Tidjai, un'ex-assistente di volo della Thai Airways che il re aveva fatto diventare vicecomandante della Guardia reale e, nel dicembre 2016, generale dell'Esercito.
Figli avuti da Soamsavali Kitiyakara:
- Bajrakitiyabha Narendira Debayavadi, principessa Rajasarinisiribajra, nata il 7 dicembre 1978.

Figli avuti da Yuvadhida Polpraserth (in seguito al matrimonio cambiò nome in Mom Sujarinee Mahidol na Ayudhaya; i figli nati da quest'unione, prima del matrimonio dei genitori, non hanno diritti dinastici):
- Juthavachara Mahidol, nato il 29 agosto 1979.
- Vacharaeson Mahidol, nato il 27 maggio 1981.
- Chakriwat Mahidol, nato il 26 febbraio 1983.
- Vacharawee Mahidol, nato il 14 giugno 1985.
- Sirivannavari Nariratanarajakanya, nata l'8 gennaio 1987.

Figli avuti da Srirasmi Suwadee:
- Dipangkorn Rasmijoti, nato il 29 aprile 2005.

### Ruolo e funzioni da erede al trono
Divenne erede al trono con il titolo di principe della Corona di Thailandia il 28 dicembre 1972, diventando il terzo principe della Corona della dinastia Chakri. In tale veste ebbe contemporaneamente il rango di generale nel Regio Esercito, ammiraglio nella Marina Militare e maresciallo dell'aria nell'Aeronautica Militare.
La sua condotta e il suo scarso carisma quando era erede al trono destarono preoccupazioni tra il popolo thailandese. Si distinse come playboy per le sue stravaganze, bizzarre manifestazioni di amor proprio e per alcuni episodi di crudeltà anche contro alcuni dei propri figli, che privò dei titoli nobiliari e che vivono in esilio. Durante le manifestazioni popolari del 1976, alcuni dimostranti misero in scena una finta impiccagione per protestare contro il linciaggio di due sindacalisti e l'impiccato aveva una vaga somiglianza con Vajiralongkorn; i manifestanti furono accusati di lesa maestà e questo fu uno dei pretesti per il loro massacro da parte di unità paramilitari e per il successivo colpo di Stato militare. Quattro giorni dopo, Vajiralongkorn premiò durante una cerimonia alcuni Scout del Villaggio, uno dei gruppi paramilitari autori della strage.
Da principe ereditario dimostrò scarso interesse per la politica, si curò poco dei doveri che il suo ruolo avrebbe richiesto e non diede mai l'impressione di voler essere al servizio del popolo come aveva fatto Rama IX. Si diffuse quindi il timore che, alla luce della precaria stabilità nazionale per le lotte politiche di quegli anni, si sarebbero prospettati tempi difficili per la Thailandia dopo la morte del padre, che con la sua personalità aveva contribuito in modo determinante a tenere unito il Paese.
Destarono ulteriori preoccupazioni i rapporti amichevoli che lo legavano a Thaksin Shinawatra, l'ex primo ministro deposto dal colpo di Stato militare del 2006 e rifugiatosi in esilio all'estero. Le politiche populiste di Thaksin e dei successivi governi guidati dal Partito del Potere Popolare e dal Partito Pheu Thai suoi alleati lesero gli interessi dei tradizionali centri di potere del Paese e trovarono l'appoggio di buona parte della popolazione. Si venne a creare una ultra-decennale crisi politica per la radicalizzazione dello scontro tra i sostenitori di Thaksin e i conservatori, appoggiati dalle forze armate. Dopo anni di lotte che coinvolsero l'intera popolazione, il colpo di stato militare del 2014 pose fine al governo di Pheu Thai e consegnò il potere alla giunta militare guidata dal comandante in capo dell'esercito Prayut Chan-o-cha, diventato poi a sua volta primo ministro.

### Successione al trono

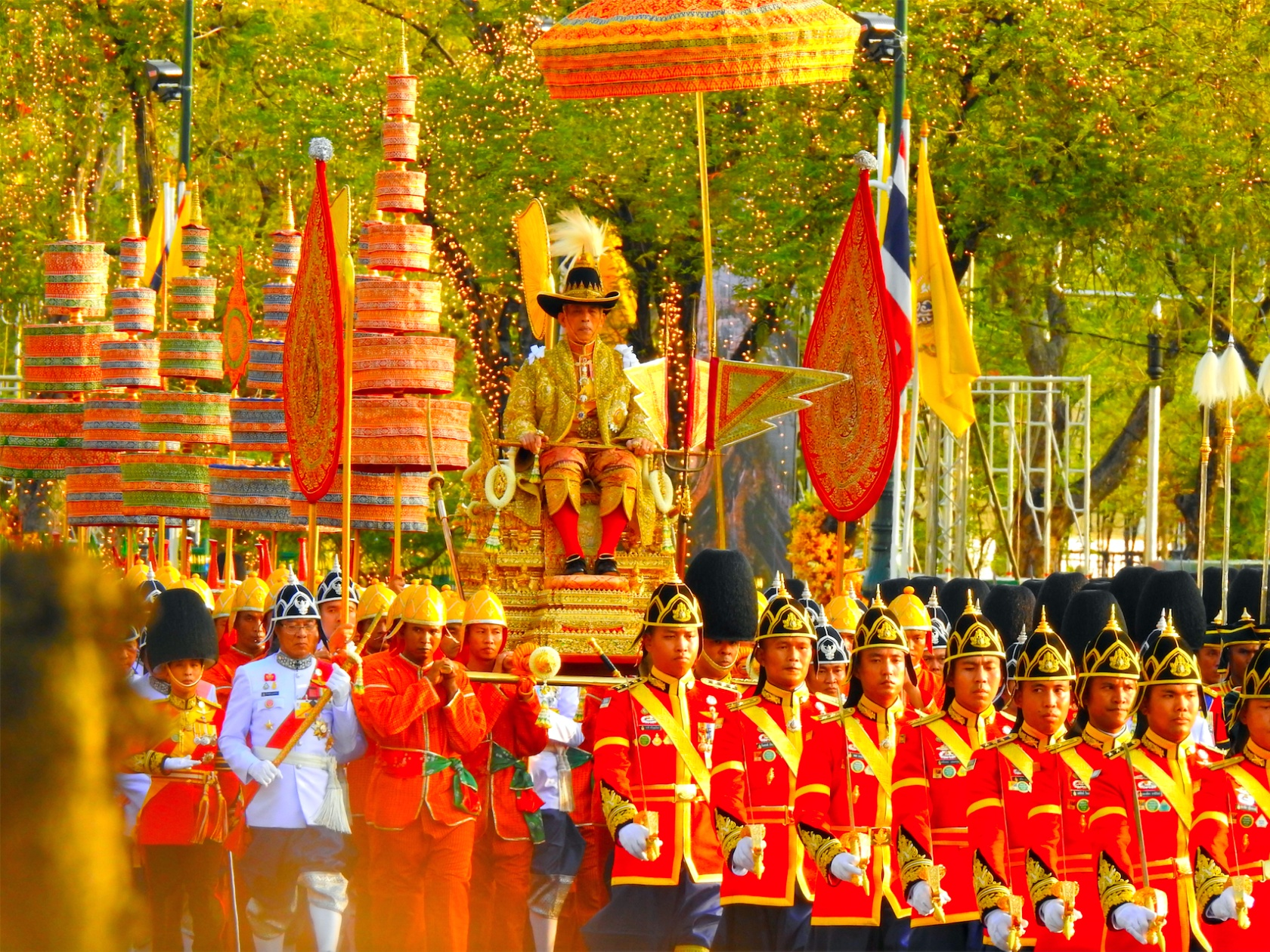
Cerimonia di incoronazione di Vajiralongkorn

Alla morte del padre Rama IX, avvenuta il 13 ottobre 2016, rinviò l'ascesa al trono per osservare un periodo di lutto. Contestualmente il generale Prem Tinsulanonda assunse la reggenza per la durata dell'interregno. Il 1º dicembre 2016, Vajiralongkorn ascese al trono e assunse i nomi regali "Maha Vajiralongkorn Bodindradebayavarangkun" e "Rama X"; con tale atto la successione ebbe valore retroattivo alla data della morte del padre. Anche dopo l'ascesa al trono mantenne la propria residenza alla Villa Amphorn Sathan, situata nel comprensorio di Palazzo Dusit. La residenza ufficiale dei sovrani thai rimane comunque il Grande Palazzo Reale.

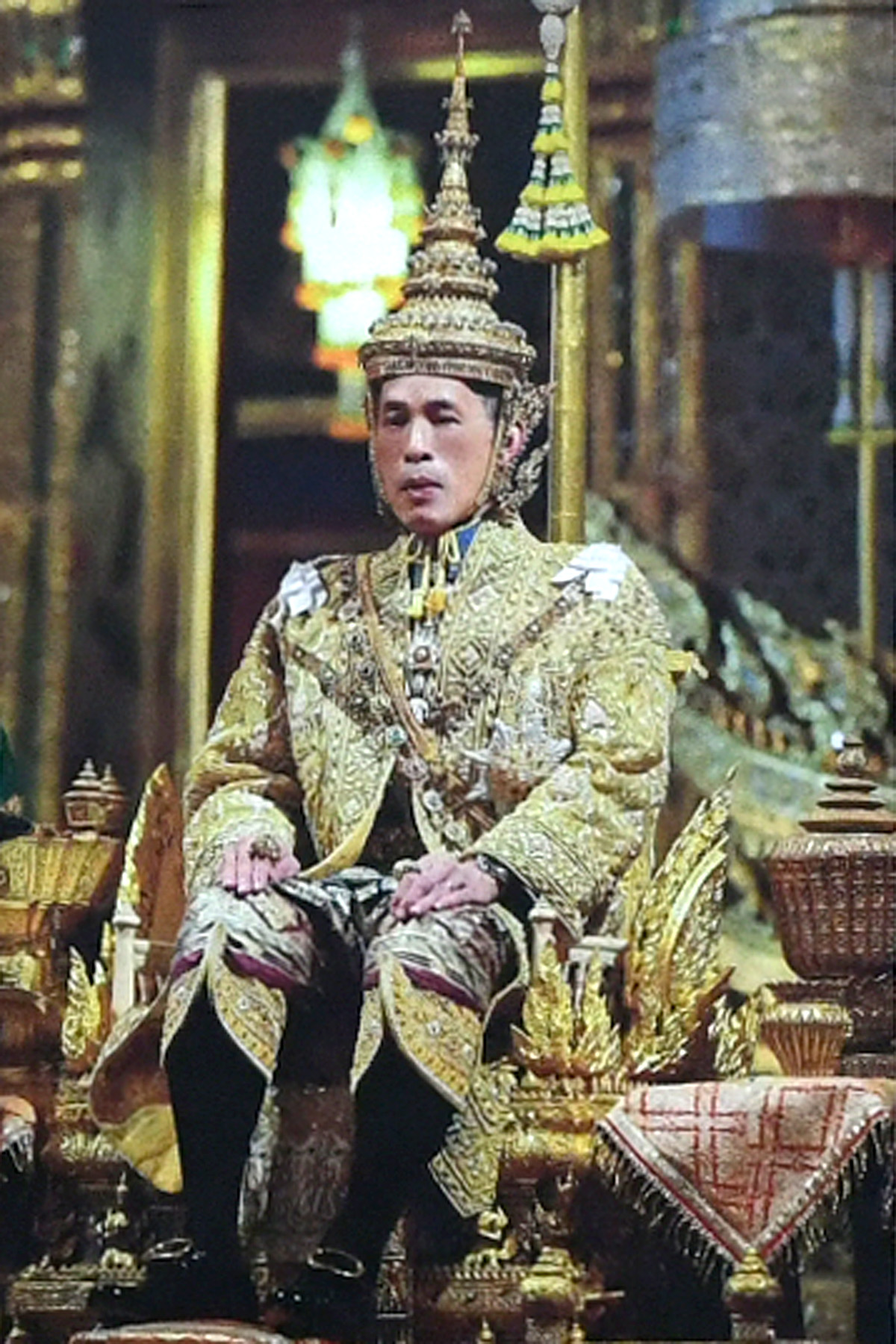
Ritratto ufficiale dell’incoronazione di Vajiralongkorn

La cerimonia dell'incoronazione ufficiale, prevista dopo la fine dell'anno di lutto per la morte di Rama IX e la sua cremazione, si tenne il 4 maggio 2019 con i tradizionali rituali buddhisti e braminici, tre giorni dopo il suo matrimonio con la compagna Suthida Tidjai, divenuta così regina consorte. Nel suo primo discorso dopo l'incoronazione promise di regnare con giustizia, la stessa promessa fatta dal padre quando era stato incoronato. La cerimonia, secondo la tradizione della monarchia locale, lo consacrò rappresentante divino in Terra e patrono del buddhismo thailandese.

### Ruolo nella politica nazionale

#### Il periodo del governo Prayut

##### Nuova Costituzione e nuovi privilegi per il re
Nei primi anni di regno, Vajiralongkorn passò la maggior parte del suo tempo in Germania, dove viveva già da diversi anni e dove aveva acquistato una residenza particolarmente costosa, tornando di rado in Thailandia. Fu fin dall'inizio molto attivo politicamente e ottenne privilegi che allargarono la sua sfera d'influenza nelle vicende interne del Paese. Si ritiene che, grazie al suo passato nell'aviazione militare, potesse avere un buon rapporto con la dittatura militare al potere. Gli fu concesso di riformare l'Agenzia della Casa Reale, l'Agenzia della sicurezza reale e il potente Consiglio privato della Thailandia (organo consultivo del re di Thailandia) sostituendo alcuni dei consiglieri del padre con militari di suo gradimento. Il Parlamento gli conferì la prerogativa di nominare il patriarca supremo della sangha, il clero buddhista riverito dal molto religioso popolo thailandese.
L'imposizione dei suoi voleri alla giunta è stata vista da alcuni osservatori come il tentativo di rafforzare il prestigio della monarchia nel Paese centralizzando il potere secondo uno stile di stampo assolutista, al contrario di quanto fece il padre Rama IX nei rapporti con le varie giunte militari che guidarono la Thailandia durante il suo regno. Vajiralongkorn ottenne emendamenti alla Costituzione del 2017, nonostante che il progetto della Costituzione stilato dai militari fosse stato approvato nel referendum costituzionale del 2016; questi emendamenti gli permisero di emanare gli editti reali senza la fino ad allora necessaria controfirma di un ministro e di poter soggiornare all'estero senza dover nominare un reggente.
Il 6 aprile 2017, Vajiralongkorn controfirmò la nuova Costituzione (la 20ª da quando fu introdotta la monarchia costituzionale nel 1932) che aumentò i poteri della Corte costituzionale di incriminare un civile a capo del governo, autorizzò i militari a scegliere tutti i membri del Senato, introdusse un sistema proporzionale misto con cui fu ridotta l'influenza dei maggiori partiti nelle elezioni ecc. Queste novità furono prese per prevenire il ritorno al potere di Thaksin Shinawatra e dei suoi alleati, che avevano vinto largamente tutte le elezioni tenutesi dal 2001. Tre mesi dopo, il Parlamento approvò la legge che assegnò a Vajiralongkorn il totale controllo dell'Agenzia della Proprietà della Corona, istituto che gestiva i beni di proprietà della Casa reale fino ad allora controllato solo parzialmente dal re di Thailandia coadiuvato da una commissione governativa. Nel giugno del 2018 l'Agenzia della Proprietà della Corona annunciò che la proprietà dei beni della Casa reale – fino ad allora facenti parte del patrimonio di Stato – era stata trasferita a Vajiralongkorn. Si assicurò così il totale controllo dei beni, il cui valore secondo una valutazione di Forbes superava nel 2012 i 30 miliardi di dollari, diventando uno dei sovrani più ricchi del mondo.

##### Interferenze del re nelle elezioni del 2019
Dopo innumerevoli rinvii, le elezioni si tennero il 23 marzo 2019. Prayut si candidò a primo ministro con il nuovo Partito Palang Pracharath controllato dalla giunta militare. Nel periodo di campagna elettorale per le elezioni del marzo 2019, il re vietò alla sorella Ubolratana Rajakanya di presentarsi come candidata a primo ministro per il Partito Thai Raksa Chart, che si opponeva al governo militare e che fu disciolto dalla Corte costituzionale per averle dato questa possibilità. Alla vigilia del voto, il sovrano invitò pubblicamente gli elettori a scegliere brava gente (in thailandese คนดี, khon di), invito che fu interpretato da molti come un sostegno al partito dei militari. Una tale intromissione di un sovrano non aveva precedenti nella storia elettorale del Paese. La reazione negativa di molti giovani thailandesi fu immediata, e su Twitter molti aderirono all'hashtag "Siamo adulti e possiamo scegliere da soli". Il re continuò a fare pressione sulla giunta al potere perché gli venissero accordati maggiori poteri decisionali in ambito esecutivo e maggiore controllo sull'esercito. Queste sue prese di posizione crearono malumore tra le forze democratiche, impazienti per le frequenti intromissioni di militari e monarchia durante la crisi che ha caratterizzato la politica del Paese dal 2006. Alcuni, tra cui il neonato Partito del Futuro Nuovo, iniziarono a schierarsi contro la monarchia nonostante la severità delle leggi che puniscono il reato di lesa maestà.
Le elezioni furono vinte dal Partito Palang Pracharath guidato dal leader della giunta Prayut. Oltre al vantaggio che la nuova Costituzione gli garantiva di avere dalla propria parte tutti i membri del Senato graditi ai militari, Prayut vinse le elezioni anche in virtù del discutibile modo in cui furono gestite dai funzionari della Commissione elettorale nominati dalla stessa giunta militare. Le consultazioni furono aspramente criticate dalle opposizioni e da osservatori e governi stranieri. Il partito che faceva riferimento alla famiglia Shinawatra, Pheu Thai, formò la coalizione per la democrazia con i propri alleati a cui aderì anche il neonato Partito del Futuro Nuovo guidato dal magnate dell'industria Thanathorn Juangroongruangkit, il cui programma, in conflitto con la giunta e la monarchia, era rivolto all'elettorato più giovane e gli permise di assicurarsi il 17,8% dei voti.
Al termine delle consultazioni, il 19 luglio 2019, durante il giuramento ufficiale del nuovo governo, i ministri promisero fedeltà alla monarchia ma non alla Costituzione e, nonostante le proteste, non posero riparo a questa che è considerata una grave violazione del tradizionale giuramento e una tacita accettazione della crescente natura assolutistica della monarchia nazionale. In una cerimonia ufficiale del 27 agosto successivo, ogni ministro ricevette un messaggio di supporto da parte del re. Quell'anno furono trasferiti sotto il comando personale del re due reggimenti dell'esercito. Il budget dell'Agenzia reale fu di 290 milioni di dollari per il 2020, più del doppio del budget del 2018.

##### Proteste popolari del 2020-2021 e richieste di ridurre i privilegi del re
Dopo le elezioni del 2019, il Partito del Futuro Nuovo (PFN) fu disciolto il 21 febbraio 2020 con una sentenza della Corte costituzionale, organo da diversi anni sotto il controllo militare. Il verdetto fu accolto con aspre critiche in Thailandia e all'estero; scatenò la reazione popolare ed ebbero subito inizio una serie di manifestazioni anti-governative che si interruppero a fine mese per il lockdown imposto per limitare la diffusione della pandemia di COVID-19 in Thailandia. Le proteste ripresero con vigore il 18 luglio con una serie di grandi manifestazioni come non se ne vedevano nel Paese da prima del colpo di Stato del 2014. Le principali richieste dei dimostranti furono inizialmente lo scioglimento del Parlamento, la fine delle intimidazioni delle forze dell'ordine contro le opposizioni e profonde modifiche alla Costituzione. In agosto si aggiunse la clamorosa richiesta di una radicale riforma della monarchia che prevedeva pesanti tagli ai privilegi del re, un evento senza precedenti nella storia del Paese. I dimostranti espressero inoltre la convinzione che il connubio tra le forze armate e la monarchia fosse un ostacolo da abbattere per avere una democrazia reale. Il sovrano fu anche criticato per le spese eccessive con cui vengono dilapidati i soldi dei contribuenti, alcuni parlamentari dell'opposizione protestarono ad esempio sostenendo che il re mantenesse una flotta personale di 38 fra aerei ed elicotteri.
Il governo di Prayut reagì emanando un severo stato di emergenza ma fu costretto dall'opinione pubblica a promettere emendamenti alla Costituzione, ipotesi che il movimento anti-governativo non ritenne credibile e le dimostrazioni proseguirono. Con la crescente pressione risultante dalle proteste, in settembre si cominciò a speculare su un possibile colpo di Stato militare ai danni del governo di Prayut, che iniziava a essere visto sempre più insostenibile; Le preoccupazioni si basavano soprattutto sul fatto che all'interno delle forze armate era in piena ascesa la fazione più vicina al re, mentre quella che aveva portato al potere Prayut era in netto declino.
Il 26 ottobre 2020, un corteo di dimostranti arrivò all'ambasciata tedesca di Bangkok e presentò una formale richiesta al governo tedesco di investigare sulle attività in Germania di re Vajiralongkorn, in particolare se avesse esercitato i suoi poteri durante i soggiorni europei. Il ministro degli Esteri tedesco rese noto di aver informato a più riprese l'ambasciatore thailandese che non è consentito alle personalità straniere di gestire i propri affari di Stato dalla Germania. Patrick Jory, esperto insegnante di storia del Sud-est asiatico all'Università del Queensland, fece in quel periodo un ritratto dell'imprevedibile natura del re e della sua volontà di usare la violenza, aggiungendo che avrebbe potuto mettere pressione su Prayut per stroncare le proteste.
Il 24 novembre fu inviato un mandato di comparizione a 12 dei leader delle proteste con l'accusa di lesa maestà, ed era la prima volta da due anni che questa legge veniva applicata dopo che lo stesso re aveva fatto richiesta al governo di non utilizzarla. Entro il maggio del 2021 furono almeno 82 i dimostranti incriminati per questo reato; gli arresti dei principali esponenti del movimento e le preoccupanti ondate di nuovi contagi di COVID-19 verificatesi in quel periodo contribuirono a porre provvisoriamente fine alle manifestazioni. Le proteste ripresero nel luglio 2021 e il successivo 10 novembre la Corte costituzionale stabilì che le richieste per la riforma della monarchia presentate dai dimostranti avevano come obiettivo la destabilizzazione dello Stato e il rovesciamento della monarchia stessa, definendole un abuso dei diritti e delle libertà e un danneggiamento per la sicurezza dello Stato. La sentenza fu definita un "colpo di Stato giudiziale" che potrebbe favorire il ritorno alla monarchia assoluta e innescare nuove accuse contro i dimostranti tra cui quella di tradimento, reato per il quale è prevista la pena di morte. Questa sentenza contribuì a stroncare le proteste, nel periodo successivo i dimostranti scesero in piazza raramente, scoraggiati dalla repressione delle forze dell'ordine e dalle ondate di arresti e condanne di cui erano vittime.

##### Elezioni del 2023
Alcuni giorni dopo lo scioglimento del Partito del Futuro Nuovo (PFN) con la sentenza che aveva dato il via alle proteste, i fuoriusciti di PFN erano confluiti nel Phak Kao Klai, il partito che in seguito aveva maggiormente appoggiato le richieste dei dimostranti. In particolare fu l'unico che si batté per la modifica della legge sulla lesa maestà, che aveva contribuito in modo determinante alla soppressione delle proteste con l'incarcerazione di molti leader del movimento. In vista delle elezioni generali del 14 maggio 2023, molti dei manifestanti aderirono al partito, furono attivi in campagna elettorale e alcuni si candidarono per un seggio in Parlamento. Con il proprio radicale programma elettorale – che comprendeva la riforma della monarchia e della legge di lesa maestà – Kao Klai si propose inoltre come nuova alternativa al duopolio tra il populismo di Pheu Thai e l'autoritarismo dei partiti militari, raccogliendo consensi in tutte le fasce di età.
Kao Klai trionfò ottenendo 151 deputati e fu il primo partito alle elezioni, che videro il fronte democratico assicurarsi più di 300 dei 500 seggi alla Camera e rappresentarono il ripudio da parte del popolo thailandese di 9 anni di dittatura militare. Come previsto dalla Costituzione del 2017, i 250 senatori erano però rimasti quelli scelti dalla giunta militare prima delle elezioni del 2019, e la candidatura a primo ministro del leader di Kao Klai Pita Limjaroenrat presentata alle camere congiunte del nuovo Parlamento venne bocciata per l'ostruzione dei senatori e dei deputati filo-militari. In quei giorni Pheu Thai annunciò che avrebbe formato una nuova coalizione senza Kao Klai, la cui intransigenza nel voler modificare la legge sulla lesa maestà, considerata intoccabile dalla maggior parte dei parlamentari, rendeva impossibile raggiungere una maggioranza. Nella nuova coalizione entrarono clamorosamente i partiti dei militari, la cui alleanza con il tradizionale nemico Pheu Thai fu vista come un tentativo delle élite filo-monarchiche e filo-militari conservatrici di arginare l'emergere dei progressisti di Kao Klai, costringendoli all'opposizione.
Con l'appoggio dei conservatori, il 22 agosto la maggioranza del Parlamento riunito votò in favore della candidatura a primo ministro di Srettha Thavisin, appena eletto deputato nelle file di Pheu Thai. Quello stesso giorno fece ritorno in Thailandia Thaksin Shinawatra, leader de facto di Pheu Thai che da diversi anni si era rifugiato all'estero in esilio per sottrarsi alle pene detentive a cui era stato condannato. Si acuirono così le speculazioni nate nel periodo post-elettorale, secondo cui Thaksin era sceso a patti con i conservatori per poter rientrare in patria e ottenere la libertà in anticipo rispetto alle condanne subite. Fu prelevato dalla polizia e scortato prima alla Corte suprema, dove gli fu notificato che doveva scontare otto anni di reclusione, e poi in carcere. Quella notte fu ricoverato in ospedale e nei giorni successivi chiese la grazia a Vajiralongkorn, che gli ridusse la pena a un solo anno.

## Vita privata
Rama X si sposò tre volte mentre era ancora principe ereditario e tutti e tre i matrimoni si conclusero con divorzi. Il monarca dispone di un harem personale di circa venti giovani donne le quali sono tanto sue concubine quanto sue guardie del corpo.
Il 1º maggio 2019 il re Maha Vajiralongkorn si sposò per la quarta volta nella sala del trono del palazzo Dusit di Bangkok con Suthida Tidjai, l'ex-hostess della Thai Airways che nel 2014 aveva nominato vice-comandante della sua Guardia personale. La notizia delle nozze, pubblicata sulla Gazzetta Reale a sposalizio avvenuto, colse molti di sorpresa. La TV di Stato diffuse un video della cerimonia. Il sovrano, che a 66 anni è tre volte divorziato e sette volte padre, non aveva mai annunciato la relazione con la ex-hostess. La stampa internazionale l'aveva solo ipotizzata dopo il suo turbolento terzo matrimonio con il servizio pubblicato da un tabloid tedesco, Paese in cui il sovrano ha una lussuosa villa e vive gran parte del tempo.
Il 28 luglio 2019, nel giorno del suo 67º compleanno, durante una cerimonia ufficiale tenutasi a Bangkok, Rama X ha nominato "consorte reale" la 34enne Sineenat Wongvajirapakdi, già sua concubina, alla presenza della moglie Suthida Tidjai, per poi destituirla dopo soli tre mesi, in ottobre, per slealtà dal momento che si comportava in pubblico come se fosse stata la regina, in contrasto con l'etichetta di corte e la tradizione. La donna fu incarcerata quello stesso mese. Il 2 settembre 2020 fu rimessa in libertà e condotta in Germania con un volo privato per tornare a far parte dell'harem del re.

## Simboli

Monogramma da principe della Corona
Bandiera da principe della Corona

## Ascendenza
|                                                 |                                                   |                                  | Genitori                                           |  |  | Nonni |  |  | Bisnonni                 |  |  | Trisnonni           |  |
|                                                 |                                                   |                                  |                                                    |  |  |       |  |  | Chulalongkorn (Rama V) * |  |  | Mongkut (Rama IV) * |  |
|                                                 |                                                   |                                  |                                                    |  |  |       |  |  | Chulalongkorn (Rama V) * |  |  | Mongkut (Rama IV) * |  |
|                                                 |                                                   | Debsirindra                      |                                                    |  |  |       |  |  | Chulalongkorn (Rama V) * |  |  |                     |  |
| Mahidol Adulyadej, Principe di Songkla          |                                                   |                                  |                                                    |  |  |       |  |  | Chulalongkorn (Rama V) * |  |  |                     |  |
|                                                 |                                                   | Savang Vadhana                   | Mongkut (Rama IV) *                                |  |  |       |  |  |                          |  |  |                     |  |
|                                                 |                                                   | Savang Vadhana                   | Mongkut (Rama IV) *                                |  |  |       |  |  |                          |  |  |                     |  |
|                                                 |                                                   | Savang Vadhana                   | Piam Sucharitakul                                  |  |  |       |  |  |                          |  |  |                     |  |
| Bhumibol Adulyadej (Rama IX)                    |                                                   | Savang Vadhana                   |                                                    |  |  |       |  |  |                          |  |  |                     |  |
|                                                 |                                                   | Chu Chukramol                    | Chum Chukramol                                     |  |  |       |  |  |                          |  |  |                     |  |
|                                                 |                                                   | Chu Chukramol                    | Chum Chukramol                                     |  |  |       |  |  |                          |  |  |                     |  |
|                                                 |                                                   | Chu Chukramol                    | …                                                  |  |  |       |  |  |                          |  |  |                     |  |
| Srinagarindra                                   |                                                   | Chu Chukramol                    |                                                    |  |  |       |  |  |                          |  |  |                     |  |
|                                                 |                                                   | Kham Chukramol                   | …                                                  |  |  |       |  |  |                          |  |  |                     |  |
|                                                 |                                                   | Kham Chukramol                   | …                                                  |  |  |       |  |  |                          |  |  |                     |  |
|                                                 |                                                   | Kham Chukramol                   | Pha                                                |  |  |       |  |  |                          |  |  |                     |  |
| Vajiralongkorn (Rama X)                         |                                                   | Kham Chukramol                   |                                                    |  |  |       |  |  |                          |  |  |                     |  |
|                                                 | Kitiyakara Voralaksana, I Principe di Chanthaburi | Chulalongkorn (Rama V) *         |                                                    |  |  |       |  |  |                          |  |  |                     |  |
|                                                 | Kitiyakara Voralaksana, I Principe di Chanthaburi | Chulalongkorn (Rama V) *         |                                                    |  |  |       |  |  |                          |  |  |                     |  |
|                                                 | Kitiyakara Voralaksana, I Principe di Chanthaburi | Uam Bisalayabutra                |                                                    |  |  |       |  |  |                          |  |  |                     |  |
| Nakkhratra Mangkala, II Principe di Chanthaburi | Kitiyakara Voralaksana, I Principe di Chanthaburi |                                  |                                                    |  |  |       |  |  |                          |  |  |                     |  |
|                                                 |                                                   | Principessa Apsarasaman Devakula | Devan Uthaivongse, Principe Devavongse Varoprakarn |  |  |       |  |  |                          |  |  |                     |  |
|                                                 |                                                   | Principessa Apsarasaman Devakula | Devan Uthaivongse, Principe Devavongse Varoprakarn |  |  |       |  |  |                          |  |  |                     |  |
|                                                 |                                                   | Principessa Apsarasaman Devakula | Yai Sucharitakul                                   |  |  |       |  |  |                          |  |  |                     |  |
| Sirikit Kitiyakara                              |                                                   | Principessa Apsarasaman Devakula |                                                    |  |  |       |  |  |                          |  |  |                     |  |
|                                                 |                                                   | Sadan Snidvongs                  | Principe Sai Sanidvongs                            |  |  |       |  |  |                          |  |  |                     |  |
|                                                 |                                                   | Sadan Snidvongs                  | Principe Sai Sanidvongs                            |  |  |       |  |  |                          |  |  |                     |  |
|                                                 |                                                   | Sadan Snidvongs                  | Khian Sasisamit                                    |  |  |       |  |  |                          |  |  |                     |  |
| Bua Snidvongs                                   |                                                   | Sadan Snidvongs                  |                                                    |  |  |       |  |  |                          |  |  |                     |  |
|                                                 |                                                   | Bang Bunyathon                   | Ruai Bunyathon                                     |  |  |       |  |  |                          |  |  |                     |  |
|                                                 |                                                   | Bang Bunyathon                   | Ruai Bunyathon                                     |  |  |       |  |  |                          |  |  |                     |  |
|                                                 |                                                   | Bang Bunyathon                   | Wae Na Bangxang                                    |  |  |       |  |  |                          |  |  |                     |  |
|                                                 |                                                   | Bang Bunyathon                   |                                                    |  |  |       |  |  |                          |  |  |                     |  |